# Голешева, Елена Владимировна
Елена Владимировна Голешева (род. 12 июля 1966), в замужестве Схерс (нидерл. Scheers) — советская, российская и бельгийская легкоатлетка, специалистка по спринтерскому бегу. Выступала за сборные команды СССР, СНГ и России по лёгкой атлетике во второй половине 1980-х — первой половине 1990-х годов, участница и призёрка ряда крупных международных турниров. Позже приняла бельгийское гражданство и некоторое время выступала в Бельгии.

## Биография
Елена Голешева родилась 12 июля 1966 года.
Впервые заявила о себе в лёгкой атлетике на всесоюзном уровне в сезоне 1986 года, когда в составе сборной Москвы выиграла бронзовую медаль в эстафете 4 × 400 метров на чемпионате СССР в Киеве. Позже на IX летней Спартакиаде народов СССР в Ташкенте в той же дисциплине стала серебряной призёркой.
В 1987 году на чемпионате СССР в Брянске с московской командой выиграла ещё одну серебряную награду в эстафете 4 × 400 метров.
На чемпионате СССР 1988 года в Таллине взяла бронзу в эстафете 4 × 400 метров.
В 1989 году вошла в состав советской национальной сборной, в эстафете 4 × 400 метров была второй на Кубке Европы в Гейтсхеде и третьей на Кубке мира в Барселоне. Будучи студенткой, представляла страну на летней Универсиаде в Дуйсбурге — в той же дисциплине завоевала здесь бронзовую медаль.
В 1991 году на чемпионате страны в рамках X летней Спартакиады народов СССР в Киеве получила бронзу в программе эстафеты 4 × 400 метров. На последовавшей Универсиаде в Шеффилде стала пятой в индивидуальном беге на 400 метров и второй в эстафете 4 × 400 метров.
В 1992 году на чемпионате СНГ по лёгкой атлетике в Москве выиграла серебряную медаль в беге на 400 метров, финишировав позади Марины Шмониной из Узбекистана. Представляла Объединённую команду, собранную из спортсменов бывших советских республик, на чемпионате Европы в помещении в Генуе, где на четырёхсотметровой дистанции стала бронзовой призёркой.
После распада Советского Союза Голешева в течение некоторого времени представляла российскую национальную сборную. Так, в 1993 году она выиграла бронзовую медаль в беге на 400 метров на чемпионате России в Москве, затем в эстафете 4 × 400 метров победила на Кубке Европы в Риме и стала серебряной призёркой на чемпионате мира в Штутгарте (стартовала здесь исключительно в предварительном квалификационном забеге).
В 1994 году добавила в послужной список серебряные награды, полученные в эстафете 4 × 400 метров на Играх доброй воли в Санкт-Петербурге и на чемпионате Европы в Хельсинки. Кроме того, в той же дисциплине показала третий результат на Кубке Европы в Бирмингеме.
На чемпионате России 1995 года в Москве в составе московской команды одержала победу в эстафете 4 × 400 метров.
Выйдя замуж за бельгийца и получив бельгийское гражданство, в 1997 году под фамилией Схерс выиграла чемпионат Бельгии в беге на 400 метров.